# Kolstad Håndball
Il Kolstad Håndball è una squadra di pallamano maschile norvegese con sede a Trondheim.

## Palmares
- Eliteserien: 2

2022-23, 2023-24
- Coppa di Norvegia: 3

2022/23, 2023/24, 2024/25

## Rosa 2024-2025
| N° | Naz.                | Ruolo | Sportivo                  | Anno |  |  |
| -- | ------------------- | ----- | ------------------------- | ---- |  |  |
| 1  | Norvegia (bandiera) | P     | Lars Eggen Rismark        | 1991 |  |  |
| 12 | Islanda (bandiera)  | P     | Sigurjón Guðmundsson      | 1997 |  |  |
| 30 | Norvegia (bandiera) | P     | Torbjørn Bergerud         | 1994 |  |  |
| 3  | Norvegia (bandiera) | T     | Emre Christoffer Berge    | 2005 |  |  |
| 4  | Norvegia (bandiera) | T     | Vetle Eck Aga             | 1993 |  |  |
| 6  | Norvegia (bandiera) | T     | Leon Owrenn Bronken       | 2006 |  |  |
| 7  | Norvegia (bandiera) | A     | Adrian Aalberg            | 1992 |  |  |
| 9  | Islanda (bandiera)  | T     | Benedikt Gunnar Óskarsson | 2002 |  |  |
| 10 | Norvegia (bandiera) | T     | Magnus Søndenå            | 1991 |  |  |
| 11 | Islanda (bandiera)  | T     | Arnór Snær Óskarsson      | 2000 |  |  |
| 14 | Norvegia (bandiera) | PV    | Magnus Gullerud           | 1991 |  |  |
| 15 | Islanda (bandiera)  | PV    | Sveinn Jóhannsson         | 1999 |  |  |
| 17 | Norvegia (bandiera) | A     | Magnus Stølefjell         | 2003 |  |  |
| 19 | Norvegia (bandiera) | PV    | Ruben Meder               | 2003 |  |  |
| 22 | Svezia (bandiera)   | T     | Simon Jeppsson            | 1995 |  |  |
| 23 | Norvegia (bandiera) | T     | Gøran Johannessen         | 1994 |  |  |
| 25 | Norvegia (bandiera) | T     | Simen Lyse                | 2000 |  |  |
| 42 | Norvegia (bandiera) | PV    | Martin Hernes Hovde       | 2001 |  |  |
| 48 | Islanda (bandiera)  | A     | Sigvaldi Guðjónsson       | 1994 |  |  |
| 72 | Norvegia (bandiera) | A     | Erlend Johnsen            | 2003 |  |  |